# Menzberg
Menzberg ist ein Bergdorf im Napfgebiet (Luzerner Hinterland). Es gehört zur politischen Gemeinde Menznau im Amt Willisau des Kantons Luzern in der Schweiz. 

## Geographie
Menzberg ist das höchste Dorf am Napf und liegt auf 1016 m ü. M. im südlichen Teil der Gemeinde Menznau. Im Norden bilden der Flüebach, im Süden und Osten die Kleine Fontanne die Umrisse von Menzberg. Einzelhöfe und Weiler prägen das Bild ausserhalb des Dorfkerns. Die Hügelkuppen sind meist mit Grasland bedeckt, die Geländeeinschnitte entlang der Bäche sind bewaldet.

## Geschichte
Zur Zeit der Gründung der Eidgenossenschaft gehörte Menzberg zur Vogtschaft Wolhusen und war ein beliebtes Jagdgebiet (Falknern) der Herren von Wolhusen, wofür der Sperber auf dem Wappen von Menzberg steht.
Nach der Schlacht von Sempach ging Menzberg an Luzern über. In diesem Kontext wurden die Höfe Zibershus und Oberlehn als ehemalige Mannlehen von Wolhusen erstmals erwähnt. Ein Mannlehensverzeichnis aus dem Jahr 1595 nennt weitere Höfe in Menzberg, die teilweise noch heute bestehen.
Infolge der Pfarreigründung im Jahr 1810 entwickelte sich aus der weitläufigen Streusiedlung der eigentliche Dorfkern mit Schulhaus (vollendet 1820) und Wirtshäusern, ausserdem nahm die Bevölkerungszahl deutlich zu. 1823 brannten die Kirche und Pfarreigebäude sowie einige Häuser im Dorfkern nieder und wurden in den folgenden Jahren wiedererrichtet. Die Kirche wurde ausserdem 1910–1911 deutlich vergrössert.
Nach der Errichtung des Kurhauses (heute Landgasthof Hotel Menzberg) im Jahr 1834 wurde Menzberg ein florierender Molken- und Luftkurort.
Menzberg hat rund 600 Einwohner und ist in erster Linie landwirtschaftlich geprägt.

## Sehenswürdigkeiten
- Römisch-katholische Kirche St. Theodul
- Gerislehnkapelle
- Aussichtspunkt Oberlehn
- Aussichtspunkt Steinhalden/Ober Bergbüel
- Fuchsloch-Rundweg

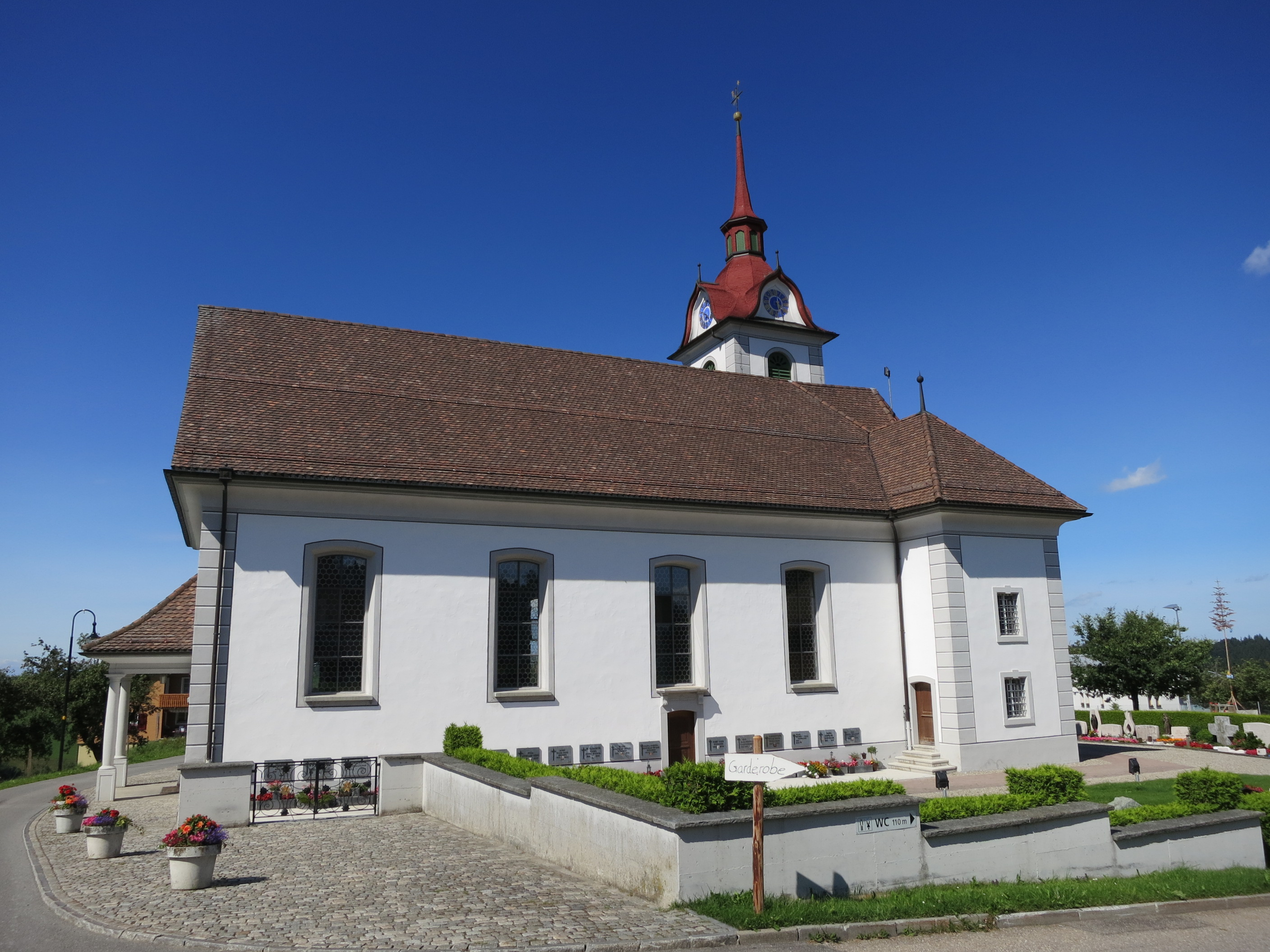
Pfarrkirche Menzberg
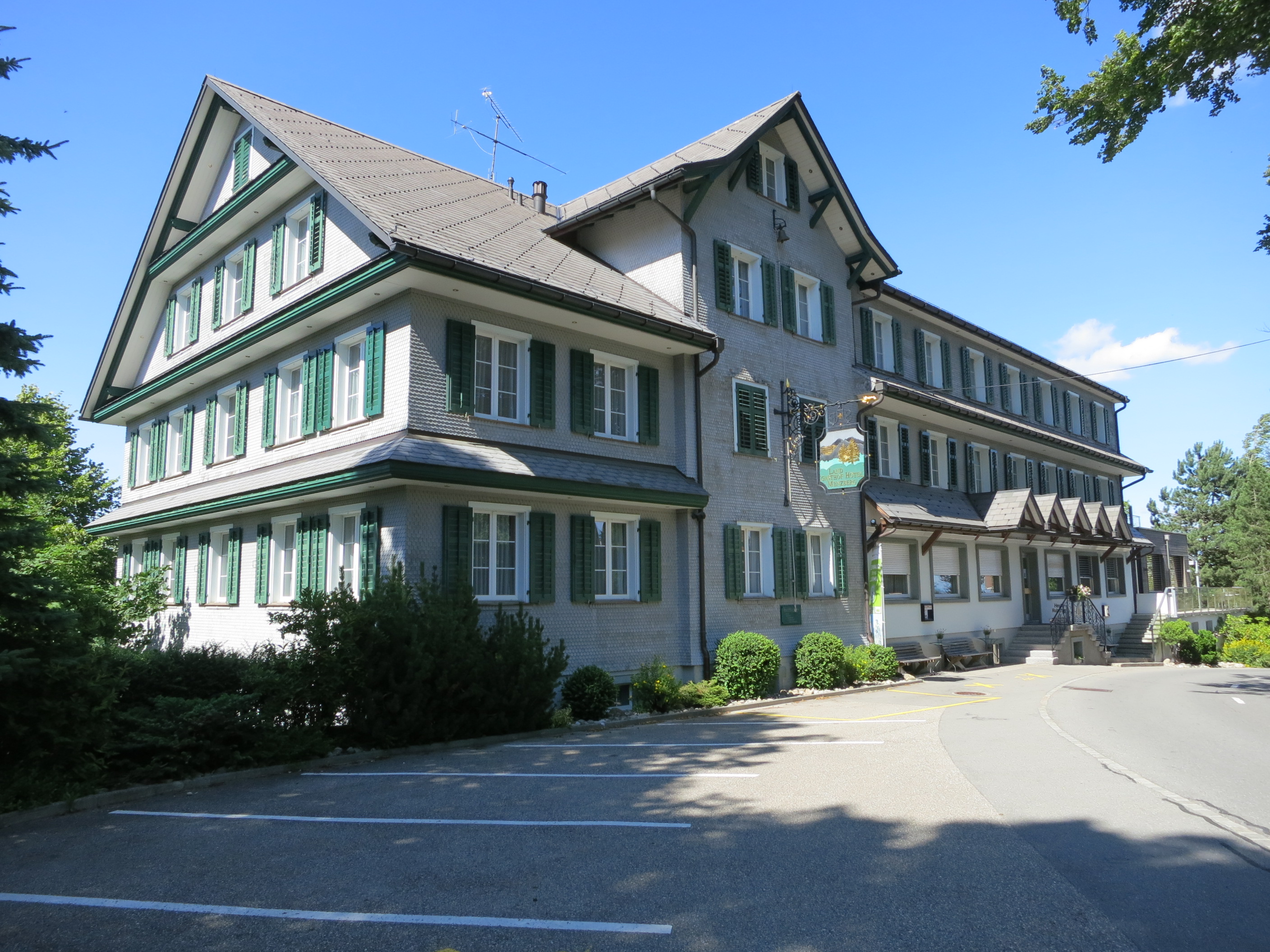
Landgasthof Hotel Menzberg